# Vitalij Jakovlevič Vul'f
Vitalij Jakovlevič Vul'f in russo Виталий Яковлевич Вульф? (Baku, 23 maggio 1930 – Mosca, 13 marzo 2011) è stato uno storico e traduttore russo.

## Programma televisivo
- Moy Serebryannyi Shar